# Contea di Shaodong
La contea di Shaodong (邵东县S, Shàodōng XiànP) è una contea della Cina, situata nella provincia di Hunan e amministrata dalla prefettura di Shaoyang.